# Moro Islamic Liberation Front

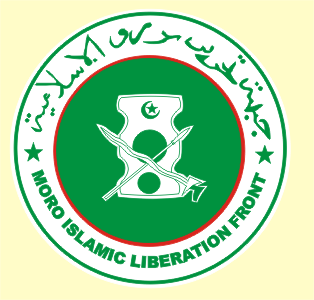
Zegel van het MILF

Het Moro Islamic Liberation Front (MILF) (Arabisch: جبهة تحرير مورو الإسلامية, Jabhat Taḥrīr Moro al-ʾIslāmiyyah) is een islamistische afscheidingsbeweging die tijdens de Moro-opstand in de Filipijnen (1969–2014) in het zuiden van de Filipijnen met geweld streed voor onafhankelijkheid. Het gebied waar het MILF actief is wordt door hen Bangsamoro genoemd en omvat Basilan en de omliggende eilanden, het zuidelijke deel van Mindanao, Palawan en de Sulu-eilanden. Er leven ongeveer 4,5 miljoen moslims in de Filipijnen. De meerderheid daarvan woont in dit gebied.

## Geschiedenis
Het MILF werd in 1981 opgericht door Salamat Hashim en zijn aanhangers naar aanleiding van het feit dat de grootste bestaande islamitische afscheidingsbeweging op dat moment, het MNLF, geen grootschalige gewapende opstand tegen de Filipijnse regering wilde beginnen en zelfs voorzichtig aankoerste op vredesbesprekingen.
In januari 1987 accepteerde het MNLF het aanbod van de regering Aquino voor semi-autonomie. Het MILF weigerde echter hiermee in te stemmen en werd in de loop der jaren de grootste afscheidingsbeweging in de Filipijnen. Terwijl het MNLF in september 1996 een vredesakkoord sloot met de Filipijnse regering in ruil voor de oprichting van de Autonomous Region in Muslim Mindanao, besloten de radicale moslimrebellen van het MILF door te vechten. In juli 1997 werd een algeheel staakt-het-vuren afgesproken, maar deze afspraak werd echter geschonden in 2000 door de regeringstroepen ten tijde van het bewind van Joseph Estrada. In eerste instantie kondigde het MILF een jihad af, maar ze werd in de loop der tijd ontvankelijker voor nieuwe besprekingen. Ten tijde van de regering Gloria Macapagal-Arroyo werd een nieuw staakt-het-vuren akkoord gesloten.
Men schat dat het MILF zo'n 12.000 leden heeft. Rond 1998 zou de groep zelfs 90.000 goed bewapende strijders gehad hebben.
Op 27 maart 2014 sloot ook het MILF een vredesakkoord met de Filipijnse regering. De autonomie van Bangsamoro zal worden uitgebreid en het MILF zich ontwapenen.